# Élections générales ontariennes de 1886
 (juin 2014).
Si vous disposez d'ouvrages ou d'articles de référence ou si vous connaissez des sites web de qualité traitant du thème abordé ici, merci de compléter l'article en donnant les références utiles à sa vérifiabilité et en les liant à la section « Notes et références ».
L'élection générale ontarienne de 1886 se déroule le 28 décembre 1886 afin d'élire les 90 députés de la 6e législature (en) à l'Assemblée législative de l'Ontario (Canada). Il s'agit de la 6e élection générale depuis la confédération canadienne de 1867.
Le Parti libéral dirigé par Oliver Mowat est réélu d'un cinquième mandat majoritaire consécutif et que son parti reprend une plus grande majorité à l'Assemblée législative.
Le Parti conservateur toujours dirigé par William Ralph Meredith perd cinq sièges, mais Meredith continue son rôle du chef de son parti.

## Résultats
| Parti libéral | Parti conservateur | Indépendant |
| 57 sièges     | 32 sièges          | 1 siège     |
| ^             |                    |             |
| majorité      |                    |             |

| Parti | Parti               | Chef                   | Sièges | Sièges | Sièges  | Voix | Voix |
| Parti | Parti               | Chef                   | 1883   | Élus   | % Diff. | %    | Diff |
| ----- | ------------------- | ---------------------- | ------ | ------ | ------- | ---- | ---- |
|       | Libéral             | Oliver Mowat           | 48     | 57     | +18.8%  |      |      |
|       | Conservateur        | William Ralph Meredith | 37     | 32     | -13.5%  |      |      |
|       | indépendant         |                        | 1      | 1      | -       |      |      |
|       | Libéral Indépendant |                        | 2      | -      |         |      |      |
| Total | Total               | Total                  | 88     | 90     | +2.3%   |      |      |

## Source
- (en) Cet article est partiellement ou en totalité issu de l’article de Wikipédia en anglais intitulé « Ontario general election, 1886 » (voir la liste des auteurs).